# Osteodistrofia renal
La osteodistrofia renal son todas las alteraciones del metabolismo óseo y mineral asociado a la enfermedad renal crónica.

## Fisiopatología
La osteodistrofia renal se considera la consecuencia de hiperparatiroidismo secundario a la existencia de hipocalcemia e hiperfosfatemia, ambas causadas por disminución en la excreción de fosfatos por el riñón enfermo. También influyen la baja actividad de vitamina D causada por la enfermedad renal y la incapacidad de este órgano para transformar la vitamina D3 en su forma activa, el calcitriol, lo cual contribuye a aumentar la hipocalcemia.

## Clasificación
Se clasifica por criterios histológicos en:
- Osteítis fibrosa quística: asociado a hiperparatiroidismo 2º, que produce aumento de la formación y reabsorción ósea. Enfermedad por alto remodelamiento.

- Enfermedad ósea adinámica: cursa con PTH baja, escasez de células con disminución de la formación y reabsorción ósea. Enfermedad por bajo remodelado.

## Diagnóstico
El diagnóstico de esta patología se hace midiendo:
- Niveles plasmáticos de Ca.
- Niveles plasmáticos de P.
- Niveles de PTH (evaluar siempre en pacientes con enfermedad renal crónico en etapa 3)